# Championnats de France d'athlétisme en salle 1985
Navigation
Édition précédente Édition suivante
Les Championnats de France d'athlétisme en salle 1985 ont eu lieu les 16 et 17 février 1985 à l'INSEP de Paris.

## Palmarès
| Discipline              | Hommes              | Hommes         | Femmes                 | Femmes        |
| ----------------------- | ------------------- | -------------- | ---------------------- | ------------- |
| 60 m                    | Antoine Richard     | 6 s 71         | Marie-France Loval     | 7 s 31        |
| 200 m                   | Patrick Barré       | 21 s 10        | Marie-Christine Cazier | 23 s 80       |
| 400 m                   | Didier Chlasta      | 48 s 58        | Raymonde Naigre        | 54 s 01       |
| 800 m                   | Thierry Tonnelier   | 1 min 50 s 46  | Catherine Guerrero     | 2 min 7 s 87  |
| 1 500 m                 | Raymond Pannier     | 3 min 49 s 64  | Frédérique Lefebvre    | 4 min 32 s 97 |
| 3 000 m                 | Philippe Guilbaud   | 8 min 12 s 45  | -                      | -             |
| 60 m haies              | Philippe Aubert     | 7 s 95         | Anne Piquereau         | 8 s 06        |
| Saut en hauteur         | Vincent Gouzalc'h   | 2,19 m         | Karine Rougeron        | 1,85 m        |
| Saut à la perche        | Thierry Vigneron    | 5,75 m         | -                      | -             |
| Saut en longueur        | Claude Morinière    | 7,86 m         | Nadine Fourcade        | 6,36 m        |
| Triple saut             | Pierre Camara       | 16,52 m        | -                      | -             |
| Lancer du poids         | Jean-Marie Djebaili | 17,87 m        | Simone Créantor        | 17,08 m       |
| Lancer du marteau lourd | Walter Ciofani      | 24,11 m        | -                      | -             |
| 3 000 m marche          | -                   | -              | Suzanne Griesbach      | 14 min 7 s 47 |
| 5 000 m marche          | Martial Fesselier   | 20 min 14 s 49 | -                      | -             |